# Hosakere, Sakleshpur
Hosakere là một làng thuộc tehsil Sakleshpur, huyện Hassan, bang Karnataka, Ấn Độ.